# سنت وینسنت (کالیفرنیا)

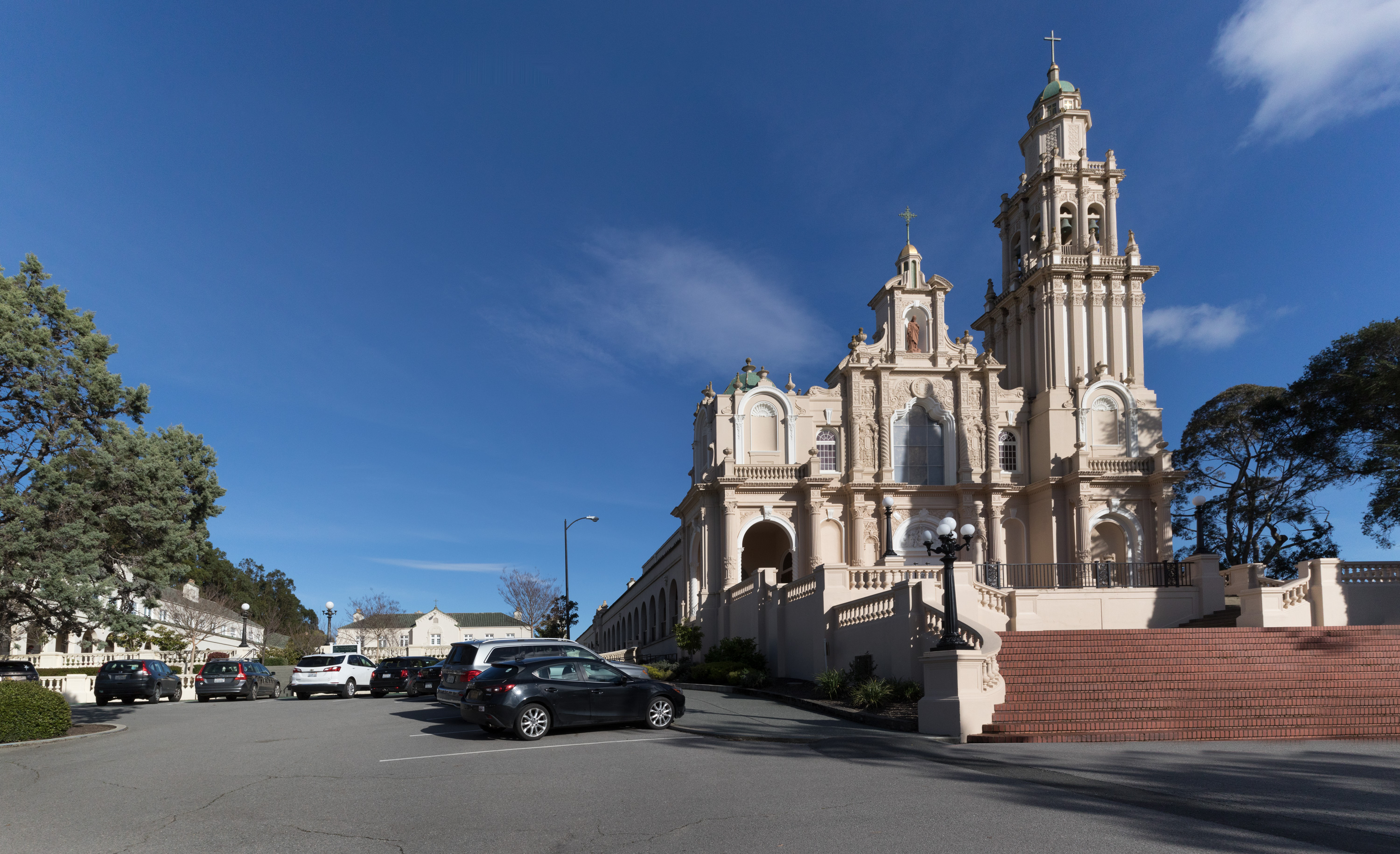
سنت وینسنت

سنت وینسنت (به انگلیسی: Saint Vincent) یک منطقهٔ مسکونی در ایالات متحده آمریکا است که در شهرستان مارین، کالیفرنیا واقع شده‌است. سنت وینسنت ۱۲ متر بالاتر از سطح دریا واقع شده‌است.